# Frederik van Mecklenburg-Schwerin
Frederik van Mecklenburg-Schwerin (Schwerin, 13 februari 1638 - Grabow, 28 april 1688) was hertog van Mecklenburg-Grabow. Hij behoorde tot het huis Mecklenburg.

## Levensloop
Frederik was de oudste zoon van hertog Adolf Frederik I van Mecklenburg-Schwerin en diens tweede echtgenote Maria Catharina, dochter van hertog Julius Ernst van Brunswijk-Dannenberg.
Door zijn late geboorte lukte het hem nooit om een regerend vorst te worden. In apanage kreeg de titel van vorst van Grabow toegewezen. In 1667 werd Frederik eveneens kanunnik van de Kathedraal van Straatsburg en vanaf 1669 resideerde hij in Grabow. Door het kinderloze overlijden van zijn broer Christiaan Lodewijk I van Mecklenburg-Schwerin werden zijn drie zoons later de regerende hertogen van Mecklenburg-Schwerin.
In 1688 stierf Frederik op 50-jarige leeftijd in het Slot van Grabow, waarna hij in de crypte van het kasteel bijgezet werd. Na de brand in het Slot van Grabow werd zijn lichaam in 1725 overgebracht naar de Sint-Nicolaaskerk van Schwerin.

## Huwelijk en nakomelingen
Op 28 mei 1671 huwde hij met Christina Wilhelmina (1653-1728), dochter van hertog Willem Christoffel van Hessen-Homburg-Bingenheim. Ze kregen vier kinderen:
- Frederik Willem I (1675-1713), hertog van Mecklenburg-Schwerin
- Karel Leopold (1678-1747), hertog van Mecklenburg-Schwerin
- Christiaan Lodewijk II (1683-1756), hertog van Mecklenburg-Schwerin
- Sophie Louise (1685-1735), huwde in 1706 met koning Frederik I van Pruisen